# 久留素子
久留 素子（ひさとめ もとこ）は、日本の川柳作家、朗読家。
東京都国立市出身。東京都立国分寺高等学校、明治学院大学文学部英文学科卒業（専攻はイギリスの劇作家・ハロルド・ピンター）。

## 来歴
30代でエッセイストを目指し、2006年3月、「新潮45」に、「せい奉仕隊放浪記」が掲載される。柳美里の担当編集者に、林芙美子のようだと評されて、林田邦子というペンネームをつけてもらう。2009年9月、「婦人公論」にも入選する。
小説家、神戸俊樹の紹介で、丘のうえ工房ムジカの編集長、葛原りょうと知り合い、川柳を書くことを薦められて2014年より書き始める。同年、時実新子の「川柳大学」に所属していた川柳作家・詩人、高鶴礼子に師事する。第10回やより賞、「なくせ！女性への暴力」川柳部門を受賞。2017年、丘のうえ工房ムジカより葛原りょうの編集で、第1句集『アンモナイトを踏んでから』を上梓。同年、女優・俳人・画家の藤田三保子に師事し、自作の朗読を開始する。川柳作家の細川不凍と交流があり、定期的に作品を送っている。2018年より、仙台の川柳の句会誌「杜人」で川柳作家、広瀬ちえみと知り合い、同誌にも参加。草地豊子、浮千草、樋口由紀子などと、同じ誌面に定期的に、掲載される。狂言師、野村萬斎の高弟、高野和徳とは句集を送り、語り合う交流がある。
短歌では、福島泰樹に師事し、主宰誌「月光」に作品を掲載している。

## 著書
- 『アンモナイトを踏んでから』丘のうえ工房ムジカ、2017年7月。ISBN 978-4990596484